# Американська рулетка
Американська рулетка (англ. American Roulette) — різновид  азартної гри рулетка, від (фр. roulette — «коліщатко»), що є дуже популярною казино, як «реальних», так і віртуальних (в мережі Інтернет).
На відміну від європейської рулетки, на колесі американської рулетки є не тільки зеро, а й подвійне зеро (0 і 00). Хоча ця рулетка і зветься «американською», колесо з подвійним зеро вперше з'явилося в Європі. Вважається, що рулетку завезли до Америки французькі емігранти. В Америці рулетка вперше згадується в Новому Орлеані на початку 19 століття. Тепер американська рулетка — дуже популярна азартна гра.  Як європейська, так і американська рулетки є майже обов'язковими іграми в кожному казино.
Круп'є кидає кульку на колесо, що обертається. Мета гри — вгадати, на якому з цих номерів кулька зупиниться. Виграш залежить від того, яким чином були зроблені ставки.

## Обладнання для гри в американську рулетку
На колесо американської рулетки нанесено 38 номерів (0, 00, 1, 2 … 36).  На столі американської рулетки числа від одного до тридцяти шести виставлені в три колонки, складаючи арифметичну послідовність. Поряд із колонками розташовані прямокутники із ставками на дюжини. Перша дюжина — номери 1-12, друга — 13-24 і третя — 25-36. Далі розташовані прямокутники із ставками на прості шанси. У верхній частині колонок розташовані сектори нуль і нуль-нуль. У нижній частині колонок розміщуються прямокутники для ставок на колонку. Кожен з цих прямокутників, які промарковані 2-1 відповідно до виплати за виграш на ці ставки, відноситься до всіх номерів, розташованих в колонці над ними.
Послідовність чисел на колесі європейської рулетки така: 0, 28, 9, 26, 30, 11, 7, 20, 32, 17, 5, 22, 34, 15, 3, 24, 36, 13, 1, 00, 27, 10, 25, 29, 12, 8, 19, 31, 18, 6, 21, 33, 16, 4, 23, 35, 14, 2.

## Хід гри
На початку гри, коли круп'є вимовляє фразу: «Робіть Ваші ставки, панове», гравець може розміщувати свої фішки на ігровому полі. Кожен ігровий стіл має мінімальну і максимальну межу ставок на кожну позицію; як правило, максимальна ставка на два номери вдвічі більше максимальної ставки на один номер  і так далі  Коли круп'є вимовляє: «Ставки зроблені», прийом ставок припиняється. Рулетка запускається ще до закінчення ставок. Кулька запускається у бік, протилежний обертанню колеса. Після того, як кулька зупиниться, круп'є оголошує виграшне число, при цьому фіксує його на ігровому полі і збирає в дохід [Казино (гральний дім)|казино] всі ставки, що програли. Після цього гравці отримують свої виграші. 

## Ставки в американській рулетці
Гравець може робити ставки на:
- Певне число
- Комбінацію чисел
- Чи буде число червоним або чорним, парним або непарним, великим або малим

У американській рулетці можливі 10 різних типів ставок, кожна покриває певний діапазон номерів (або один номер) і у разі виграшу оплачується по-різному.

### Внутрішні ставки (Inside Bets)
- Пряма ставка, або ставка на один номер (англ. Straight Bet, або Straight Up) — ставка на один номер, зокрема на 0. Фішки поміщаються на окремий номер.  Виплата: 35 до 1

- Ставка на два номери (Split Bet). Фішки поміщаються на лінію, що розділяє будь-які два номери., тобто можлива ставка і на 0 в комбінації з будь-яким числом першого ряду. Виплата: 17 до 1

- Стріт, або ставка на три номери (Street Bet). Фішки ставляться на лінію, яка відокремлює нумероване поле від зовнішньої області і покриває всі три числа у вибраному ряду.  Виплата: 11 до 1

- Кутова ставка (Corner Bet) — ставка на чотири номери. Фішки поміщаються на перетині ліній, що розділяють чотири номери. Виплата: 8 до 1

- Дві лінії (Line Bet) — ставка на шість номерів. Фішки поміщаються на зовнішню лінію в місці зіткнення двох рядів. Виплата: 5 до 1

### Зовнішні ставки (Outside Bets)
- Ставка на колонку або стовпець (Column Bet) — ставка на дванадцять номерів. Фішки поміщаються на поля «2 to 1». Виплата: 2 до 1

- Ставка на дюжину (Dozen Bet) — ставка на дванадцять номерів. У нижній частині ігрового поля знаходяться ячійки, відмічені як «1st 12» (1-а дюжина, числа від 1 до 12), «2nd 12» (2-а дюжина, числа від 13 до 24) і «3rd 12» (3-а дюжина, числа від 25 до 36). Щоб зробити ставку, потрібно помістити фішки на ячійку вибраної дюжини. Виплата: 2 до 1

### Ставки «Рівні шанси» (Even Money)
- Червоне або Чорне (Red or Black) — фішки поміщаються на поле, помічене червоним або чорним кольором.

- Парне або Непарне (Even or Odd) — фішки поміщаються на полі «Even» (парне) і «Odd» (непарне).

- Маленьке або Велике (Low or High) — ставка на 18 номерів (половина ігрового поля), окрім 0. Фішки поміщаються на полі «1 to 18» або «19 to 36». Виплата: 1 до 1

## Можливість Здачі (Surrender rule)
У деяких [Казино (гральний дім)|казино] гравцеві надається можливість здачі (Surrender). Якщо випадає 0 або 00, гравець втрачає не всю ставку на рівні шанси (червоне/чорне, парне/непарне, велике/мале), а тільки половину. 

## Цікаві факти про рулетку
- Якщо додати всі числа в столі рулетки від 1 до 36, то вийде число 666, яке найчастіше асоціюється з дияволом.

- Федір Михайлович Достоєвський в 1865 році був вимушений втекти за кордон, маючи на руках 3000 рублів авторських гонорарів. Письменник попрямував прямо в Бад Хомбург, де і програв за столом рулетки все. Це потім «надихнуло» його на написання всесвітньо відомого роману Гравець.

- У Японії клієнти банкоматів можуть поповнити свій бюджет, здійснюючи платіжні операції. Після завершення операції на екрані банкомату з'являється колесо рулетки, і у разі успіху виграш становить 1000 ієн.

- У історії Монте-Карло було всього лише один випадок, коли казино довелося повернути гравцеві програні гроші. Капітан військового корабля, що спустив в рулетку всю корабельну казну, просто поставив корабель на рейді точно напроти казино і націлив на нього всі гармати. Це виявилося вагомим аргументом.

- У 1963 році англійський актор Шон О’коннері виграв за три партії в італійському казино 30 000 доларів. Тричі підряд він ставив на число 17 — і виграв, хоча шанс випадання одного і того ж номера тричі становить всього лише 1 з 46 656(!).

- А. Ейнштейн вважав, що «Єдиний спосіб стабільно вигравати в рулетку — це красти гроші зі столу».